# استان اوماسویوس
استان اوماسویوس (به اسپانیایی: Provincia de Omasuyos) یکی از استان‌های بولیوی در بولیوی است که در شهرستان لاپاز (بولیوی) واقع شده‌است. استان اوماسویوس ۲٬۰۶۵ کیلومتر مربع مساحت و ۸۴٬۴۸۴ نفر جمعیت دارد.